# ادوین میلز (ورزشکار دو و میدانی)
ادوین میلز (انگلیسی: Edwin Mills; ۱۷ مهٔ ۱۸۷۸ – ۱۲ نوامبر ۱۹۴۶) ورزشکار طناب‌کشی اهل بریتانیا بود.